# トゥー・ロウ・フォー・ゼロ
『トゥー・ロウ・フォー・ゼロ』（Too Low for Zero）は、1983年に発表されたエルトン・ジョンのアルバム。

## 解説
1970年代のエルトンを支えたエルトン・バンドの面々が全員揃っての一作。作詞も本作より、全曲を盟友バーニー・トーピンが担当している。
現在もライブの重要なレパートリーである「ブルースはお好き?」「アイム・スティル・スタンディング」を収録。美しいバラードから激しいロック、R&Bにいたるまでバラエティに富んだ一枚。
スティーヴィー・ワンダーがハーモニカで参加している。
1998年のリマスター盤発売の際、シングルB面曲が追加収録された。「アーン・ホワイル・ユー・ラーン」は「Lord Choc Ice」名義のインストゥルメンタル。

## 収録曲
1. 心はさむいクリスマス - "Cold as Christmas"
2. アイム・スティル・スタンディング - "I'm Still Standing"
3. トゥー・ロウ・フォー・ゼロ - "Too Low for Zero"
4. 神様はお友達 - "Religion"
5. ブルースはお好き? - "I Guess That's Why They Call It the Blues"
6. 愛しのクリスタル - "Crystal"
7. キッス・ザ・ブライド - "Kiss the Bride"
8. ウィッピン・ボーイ - "Whipping Boy"
9. 君はセイント - "Saint"
10. ワン・モア・アロー - "One More Arrow"

- 作詞 バーニー・トーピン
- 作曲 エルトン・ジョン、5：エルトン&デイビー・ジョンストン

### ボーナス・トラック
1. アーン・ホワイル・ユー・ラーン - "Earn While You Learn" ※インストゥルメンタル
2. ドリームボート - "Dreamboat"
3. ザ・リトリート - "The Retreat"

- 作詞 12：ゲイリー・オズボーン、13：バーニー・トーピン
- 作曲 11,13：エルトン・ジョン、12：エルトン&ティム・レンウィック

## 参加ミュージシャン
- エルトン・ジョン - ボーカル、キーボード
- デイビー・ジョンストン - ギター、バック・ボーカル
- ディー・マレイ - ベース、バック・ボーカル
- ナイジェル・オルソン - ドラム、バック・ボーカル

- キキ・ディー - バック・ボーカル (1)
- レイ・クーパー - パーカッション (1)
- スカイラ・カンガ - ハープ (1)
- スティーヴィー・ワンダー - ハーモニカ (5)
- ジェームズ・ニュートン・ハワード - ストリングス・アレンジ&指揮 (10)

## 製作
- クリス・トーマス - プロデューサー
- ビル・プライス - 録音
- ジョン・リード - マネージメント
- ロッド・ダイアー (Rod Dyer) - アート・ディレクション
- クライヴ・パーシー (Clive Piercy) - デザイン